# Sekerník
Sekerník či sekyrník byl řemeslník provozující sekernictví či sekyrnictví. Jednalo se o tesaře specializujícího se na výrobu dřevěných strojů a zařízení, především mlýnů, hamrů a podobně.
Sekerníci se zabývali stavbou vodních kol a mlýnských strojů. Obyčejně putovali za prací od mlýna k mlýnu. Zprostředkovávali také styk mezi jednotlivými mlýny. Specializovaní sekerníci dokázali postavit zvláštní stroje jako například hevery a výstroje, vodní kola, přistrkovací pily atp. Poslední sekerníci dokázali stavět i americké stroje,[ujasnit] ovšem s postupem času jejich řemeslo upadalo, až zaniklo úplně.
Název řemesla je odvozen od hlavního nástroje těchto pracovníků, sekery.